# Mauro Rubira
Mauro Rubira (Suipacha, provincia de Buenos Aires, 28 de marzo de 1986) es un exfutbolista argentino.

## Trayectoria
Inició su carrera profesional en Flandria, luego de hacer inferiores en el club de su ciudad natal, Juventud de Suipacha. Jugó desde 2006 hasta 2008 en el club de Jauregui. A mediados de ese año, fichó con Luján para jugar en la Primera C hasta 2010. En junio de ese mismo año, es fichado por Barracas Central.

## Vida personal
Se crio en el seno del humilde barrio "Las Catorce Provincias", en la localidad de Suipacha, partido homónimo. Es hincha fanático de River Plate.

## Clubes
| Club             | País      | Año       |
| ---------------- | --------- | --------- |
| Flandria         | Argentina | 2006-2008 |
| Luján            | Argentina | 2008-2010 |
| Barracas Central | Argentina | 2010-2013 |
| Luján            | Argentina | 2013-2017 |